# Fernández, punto y coma
Fernández Punto y Coma fue una serie de Adolfo Marsillach de 30 minutos de estructura serial emitida por Televisión española del 10 de noviembre de 1963 al 26 de abril de 1964 en la Primera Cadena los domingos a las 22.30 horas. La realización corrió a cargo de Pedro Amalio López.

## El título
El título correcto de la serie es Fernandez Punto y Coma. Viene de la frase: “Fernández nació punto, el mundo nació coma y por eso esta es la historia de Fernández Punto y Coma”

## Argumento
La serie narra la vida del señor Fernández, un hombre acomodado que decide escribir sus memorias, sin prejuicios y arremetiendo despiadadamente contra todo aquello que le desagrada.

## Comentario
En palabras de su autor, con la serie se pretendía "decir, que algunas - veces la sociedad en que vivimos acepta unos sistemas o situaciones que a mí no me gustan. Esta vez he creado un personaje que se llama Fernández y que interpretaré yo mismo. Fernández es un analítico, un hombre que, más que vivir, ve vivir, y al que su vida y la de los demás le da un poco de risa, y un poco de pena también."
Reconocía igualmente que "con Fernández, punto y coma empecé a ser opaco, crítico. Porque uno había empezado una galopante concienciación política."
Es la primera vez que Marsillach, entonces un hombre de 35 años, hace una serie retrospectiva, utilizando su propia vida como base del argumento. En cuanto al tema, Marsillach quiere, a través de Fernández, denunciar que: “Vivimos rodeados de tópicos y mitos”.

## Reparto
- Adolfo Marsillach ... Fernández adulto
- María Massip ... Secretaria
- Emilio Gutiérrez Caba ... Fernández adolescente
- Juan Ramón Torremocha ... Fernández niño

## Actores episódicos
Entre otros:
| - Mercedes Barranco - José Blanch - Modesto Blanch - Daniel Dicenta - Juan Diego - Rafael Espinosa - Víctor Fuentes - Lola Gaos | - Agustín González - Mara Goyanes - Julia Lorente - Enrique Navarro - Erasmo Pascual - María Luisa Ponte - Tony Soler - Pedro Sempson |

## Lista de episodios y recepción crítica
Cap. 1 El nacimiento (10-11-1963)

El novelista José María Gironella, amigo de Marsillach y que pudo informarse por éste de lo que pretendía ser la serie, escribió lo siguiente tras emitirse el primer episodio:
¡Silencio... Marsillach al habla! Adolfo Marsillach, el pasado domingo, reapareció en las pantallas de la televisión. Su frente con halo, su rictus irónico, su gesto intelectual, se asomaron de nuevo por el ventanillo a nuestros hogares. Todo el mundo esperaba el momento. Todo el mundo echaba de menos a Adolfo Marsillach, cuyas actuaciones anteriores en ¡Silencio... se rueda! y Silencio... ¡Vivimos! habían alcanzado un nivel artístico colindante con el puro milagro, milagro que había hablado por partes iguales a nuestra inteligencia y a nuestro corazón. Oh, sí, Adolfo Marsillach, en el curso de sus dos series aludidas, construyó piezas impecables, rotundamente televisivas. Piezas plásticas, de ritmo armónico, originales. En las que se combinaban con sabiduría la intención profunda y el detalle sencillo. Esta nueva serie se titula: Fernández Punto y Coma. Fernández es un personaje un tanto extravagante feo, católico y poco sentimental -creado por Adolfo Marsillach. Al parecer, Fernández será un disconforme, representará el antitópico. Lleva largo batín, gafas de concha oscura y dicta sus memorias desde la cama, en tanto reclama más y más mantequilla para sus tostadas. Fernández es el punto y las comas son la sociedad... Este será el juego. (El hombre es el punto, el centro de sí mismo y a su alrededor los otros hombres son las comas que una y otra vez se ponen a bailotear a su alrededor, acosándolo. En este primer programa se nos presentó a Fernández en la cuna, al nacer. El niño Fernández era el punto y las comas eran sus padres, la tía Margarita, las visitas. El niño Fernández Punto y Coma gritaba, desde la cuna, más o menos: ¿Por qué la gente habla tan mal, empleando palabras tan raras? ¿Por qué la tía Margarita es imbécil? ¡Déjeme en paz, que estoy leyendo La Ilíada. Al final, el niño Fernández le comunicó a su tío que no le apetecía ser ni bueno ni malo, que le apetecía ser un ser humano, es decir, participar de lo uno y de lo otro (de la grandeza y de la limitación). El programa fue, en mi opinión, irregular. Tenía algo de tanteo. Algunas secuencias -la del anarquista, poniendo una bomba debajo de la cama; la del médico- no consiguieron el clima necesario. Tal vez el lenguaje fuera excesivamente codornicesco -el antitópico fácilmente puede convertirse en tópico- y la ironía buscada se basara, mejor que en la propia situación, en el diálogo. No obstante, otras secuencias, como la tía Margarita acercándose a la cuna invisible y la de la corona de laurel, fueron ¡muy brillantes. Y, por supuesto, en la conversación telefónica de última hora, cuando Fernández habla con la Prensa, Adolfo Marsillach volvió a ser el de siempre, nos obsequió con un inimitable muestrario de matices. Confío en que, en manos de Adolfo Marsillach, el personaje Fernández Punto y Coma dará mucho de sí. Porque Adolfo Marsillach es, a mi parecer, uno de los intelectuales mejor dotados de nuestra hora. El hombre que, en la soledad de su mesa, concibe las historietas que conformaron ¡Silencio... se rueda! y Silencio... ¡Vivimos!, posee por Gracia de Dios un talento creador de primer orden. […] Una de las historietas de ¡Silencio... vivimos! la del hipnotizador -espero que algunos lectores la recuerden- era absolutamente modélica y enfrentaba al televidente con un Chéjov puesto al día, con un Chejov que utilizara los recursos de la técnica moderna. Por si esto fuera poco, Adolfo Marsillach es un gran director y un gran actor. Un actor completo, cercano, pongamos por caso, a Fernando Fernán Gómez en El pensamiento de Andreief, que hace pocos días, en el teatro Marquina, me clavó en la butaca, tocado por la admiración, o como Amelia de la Torre en La loca de Chaillot. Adolfo Marsillach llena la escena -o la pantalla- salta la batería del teatro- -o la distancia de la televisión- y se apodera de aquel que lo está contemplando. Su repertorio de siluetas (sus hombros) movimiento faciales, es cambiante y se somete en cada caso a su voluntad. ¿Cerebraliza demasiado los personajes? ¿Los convierte en Adolfo Marsillach? Aparte de que el sambenito no implica necesariamente sentencia peyorativa, no creo que en este caso responda a la realidad. He visto a Adolfo Marsillach en muy diversas ocasiones a lo largo de los últimos años. Podría citar tres encarnaciones suyas en las que ofreció versiones que hubieran podido corresponder a tres hombres distintos, distintos no sólo en temperamento, sino incluso en condición social y en edad: Mi adorable Juan de Mihura; la biografía cinematográfica, ¡inolvidable! de Ramón y Cajal; El huevo de Marceau. En este mismo programa a que vengo refiriéndome, el personaje Fernández Punto y Coma que nos da Marsillach, no tiene sino un lejano parentesco con los personajes representados en los programa anteriores. Desdé estas páginas testimonio mi admiración a este hombre joven que se ha impuesto la difícil tarea de ser un punto que fiscaliza las comas, y de serlo recurriendo al arte. En el yermo de nuestro actual movimiento creador, Adolfo Marsillach está destinado, sin duda -incluso, espero, en el campo de la novela- a traer aire fresco. Personas como él significan un consuelo. Nos invitan a reflexionar y nos emocionan. Como nos ha emocionado Summers en su película Del rosa... al amarillo, como nos emocionan algunos lienzos de Ortega Muñoz; como me emocionó Narciso Yepes tocando en Nagasaki para los enfermos del Hospital de la Bomba Atómica. 
Cap. 2 (17-11-1963)
Hoja del lunes:
Aparte de que hasta ahora, Fernández Punto y Coma puede recordarnos “el repelente niño Vicente”, hay ya, en este segundo capítulo de la serie, un claro acento marsillesco con el tratamiento del tema y en su realización televisiva.
Adolfo Marsillach comprende perfectamente el medio donde se expresa. Y sabe, además, que “la función del escritor de televisión es brindar a su audiencia trozos significativos de una modalidad de la vida, por otra parte sin sentido. “Nuestras vidas – según [el guionista Paddy] Chayetsky- están llenas de infinitos momentos de estímulo y depresión. Nos relacionamos de maneras increíblemente complejas; cada fibra de la relación merece un estudio dramático”, y hay un drama más excitante en las razones por las que un hombre se casa que en las de por qué mata.

Marsillach apura -y de pura- todo esto. Y lo hace desde el mejor ángulo y a través del más gozoso tratamiento televisual, abarcando, además, los tiempos de atención para evitar la distracción; es decir, la dispersión de los ojos y la mente del espectador. Todo esto, sí, es muy complicado; pero él lo hace sencillo, porque sencillo y natural parece todo, desde la colocación de los actores hasta su acento, su ademán, su gesto… Marsillach es, además, claro, un gran director, y moldea figuras con evidente autoridad y buen éxito. Buen éxito que, ayer compartieron con él, y por él, María Massip, Torremocha, Sempson, Prada, Daniel Dicenta, Caridad Zabala y Lola Gaos, está un tanto exagerada, a nuestro juicio.
Diario Baleares:
Reapareció Marsillach. Su personalidad, singularísima de agudo escritor, competidísimo realizador y eminente actor, se puso de manifiesto una vez más a través de su nuevo programa Fernández Punto y Coma, un espacio en el que, como es habitual en el excelente hacer de Marsillach, ni sobra ni falta nada [y lo hace] a través de un humor acre, cortante, al dente, pero realista y substancioso. 
Cap. 3 (24-11-1963)
Hoja del lunes:
Adolfo Marsillach no ha querido defraudarnos, y ha dado a su Fernández, sin abandonar todavía la adolescencia, todo lo que nosotros hubiéramos pedido. Ahora ya sabe uno a qué atenerse. Y puede asegurarse que Fernández Punto y Coma, es un digno sucesor de los Silencios discutidos y admirados.

Otra nota aún: Marsillach es un director soldable. Al niño Torremocha lo ha elevado a zonas muy difíciles de la interpretación. Su gesto suficiente y despectivo, vale por todo un curso de bienhacer. El niño es, desde luego, gran promesa de actor. Pero hay matices que demuestran la tarea realizada por quien escribe y dirige este espacio. (Viriato, Hoja del lunes, 25-11-1963, p. 23)
Cap. 4 (1-12-1963)
Hoja del lunes:
Fernández Punto y Coma tarda en centrarse, en agarrar. Marsillach parece no haber encontrado aún su vía en la nueva serie, excesivamente experimental. Quizás estorben ese recrearse en el “tiempo viejo” y ese afán analítico de la infancia; de “su” infancia como Fernández, que ha servido -esto sí- para confirmar las dotes de actor de Toeremochita, y anoche, las sorprendentes de Conchi Meléndez, nueva estrella de indudable brillo. Pero… Pero Fernández-niño pide el relevo. Hay cierta impaciencia por el otro Fernández. El Fernández antitópico y un tanto polémico, el Fernández, en fin, marsillesco, que es, en definitiva, lo importante…

Se diría que Adolfo Marsillach ha emprendido su nueva serie agarrotado de prejuicios y temores, cómo acobardado y melindre. Se diría que en el lustre de escritor, actor y director han hecho mella algunos juicios poco juiciosos y muy llenos de envidia, en cambio. ¡Sería una lástima! Lo cierto es que hasta ahora no ha surgido en Fernández Punto y Coma el auténtico Marsillach… Aquel de ¡Silencio… se rueda! y Silencio…¡Vivimos!, quizás porque no quieren que viva en el éxito quien tiene el éxito por aliado cuando se desembaraza de prejuicios, temores y qué dirán. Porque, por lo visto, dicen que Marsillach es ególatra, pretencioso, soberbio… No sé. Lo que sí sé, en cambio, es qué Marsillach es, como escritor, director y actor, punto y aparte. Pero debe demostrarlo otra vez…
Cap. 5 (8-12-1963)

Diario Baleares:
Debemos destacar el excelente sentido del humor y las magníficas dotes psicológicas de Adolfo Marsillach.
Cap. 6 (15-12-1963)
Hoja del lunes:
Anoche inició Fernández Punto y Coma su ciclo juvenil. El programa tuvo, como siempre, interpretación irreprochable y la impecable dirección habitual de Adolfo Marsillach, quien pudo, no obstante, ahorrarnos ese horror de que siempre haya un jarrón vacío para unas flores que llegan. Pese a esa cualificada interpretación, pese a esa dirección y pese a la realización ágil y consecuente, lo cierto es que a Fernández Punto y Coma le falta garra; le sobra, quizá, discurso porque, a nuestro juicio, la serie peca de discursiva y lenta…
Cierto que los tipos están trazados con indudable consecuencia y humor delicioso, que a veces roza la caricatura; pero tan levemente en su extensión que enseguida retorna a la buena vía de lo difícil. Porque difícil es ese equilibrio típico de programas que se mantiene entre lo falso y lo posible, entre la ficción y la realidad, como si el señor Marsillach tratara de crear una atmósfera en que, más tarde o muy pronto, cualquier atrevimiento dialéctico e, incluso, estético fuera a tener su clima propicio…
Fernández Punto y Coma es un programa sui generis; casi diríamos que es “el” holograma de Marsillach, “su” programa, un programa en el que el creador de Silencio no creara, si no que se recreara, haciéndolos para sí y porque sí; y en el que se dedicara a jugar todas las posibilidades sin juzgar ninguna. O, si lo preferís, juzgándolas todos a través de un prisma excesivamente intelectual y selecto: casi filosófico. Pero quizás corra el peligro de caer en indiferencia que, a lo peor, es peor que caer en soledades… De momento nos parece advertir aquello. Y sería una lástima... Una verdadera lástima…
Cap. 7 (22-12-1963)
Cap. 8 (29-12-1963)
Cap. 9 (5-1-1964)
Cap. 10 (12-1-1964)
Hoja del lunes:
Anoche Marsillach brilló con toda su gloria, con toda su sorprendente pirotécnica literaria, rectora e interpretativa en Fernández Punto y Coma, tocando el tema predilecto: el generacional…
Adolfo Marsillach es un escritor selecto, cualificado y hondo; es, en fin, un escritor que “dice cosas”. Cosas que hacen pensar… Su tema de anoche fue mucho más que un mero “espacio” de televisión; fue, quizás, un opúsculo de filosofía de la vida; de filosofía de la vida de los jóvenes frente a la vida y la incomprensión… Y ello resuelto con una literatura directa, muy rotunda y espléndidamente “vista” en televisión respecto al movimiento de figuras y al rigor de los tipos encomendados a María José Alonso, José Palacio y Pascual Martín, quienes asimilaron perfectamente los personajes y su letra…

La dirección del propio Marsillach emergió desde el primer instante de la acción sin decadencia en momento alguno, sin fisuras ni pausas ruptoras… Estuvo presente siempre, lo mismo que la realización -esta de Pedro Amalio López-, que tradujo en imágenes correctas siempre y “normales”, además, aquel caudal de riquezas literarias, de acción y reacción humanas, muy humanas, tremendamente angustiosas, como de “suspense” emocional de la juventud ante la Vida, con mayúscula, y los hombres con minúscula.
Ramón Bello Bañon, en un artículo titulado, “Marsillach: marcha atrás” escribe:
¿Qué extraña pirueta quiso hacer el pasado domingo nuestro admirado Adolfo Marsillach en Fernández Punto y Coma? ¿Qué quería decir con aquella colección de tópicos sobre la juventud, sobre la incomprensión, sobre el amor? Nuestra decepción fue total. Nos daba la impresión de que aquel guión no podía ser suyo, “no estaba en su línea”, que no era otra cosa que una pueril salida de tono en su hacer. Ciertamente que Fernández Punto y Coma es un programa frustrado, cómo ¡Silencio… se rueda! ha sido el programa de más altura que ha pasado por las pantallas españolas. Por eso a Adolfo Marsillach yo le perdono su “divismo” cuando dice cosas interesantes; pero cuando hace decir tonterías a los demás para tener la ocasión de replicar él con tópicos de cierto oropel intelectual, pienso en qué extraño duende lo está apartando del camino verdadero; en qué viento paralizador le ha puesto freno a su inquietud; en qué mercado ha cambiado la originalidad por el tópico. Y no sé explicármelo. (La voz de Albacete, 18-1-1964, p. 5)
Cap. 11 (19-1-1964)
Cap. 12. El primero de la clase (26-1-1964)

Angee, en un artículo titulad “El superhombre de televisión”, dice:
Para empezar diremos que estamos convencidos del que mayor valor de nuestra TV es Adolfo Marsillach; estamos convencidos de que sus guiones, tanto en la primera serie, como en Silencio…. ¡Vivimos!, y en la serie actual son, en su conjunto, muy estimables; sospechamos que el 95% de los artistas que trabajan en nuestra Televisión están convencidos de su superioridad sobre los demás. Por eso a Adolfo Marsillach no le reprochamos que lo crea, sino que lo diga siempre que tiene ocasión (y a veces sin tenerla); y como para muestra dicen que basta un botón, el domingo pasado en su programa, en tono peculiar suyo dijo: “Es muy difícil ser Fernández”. De todas formas, el último programa de Fernández Punto y Coma fue un éxito rotundo para su autor. Valiente, sincero, un poco brutal al final, cuando se regodeo del fracaso del primero de la clase, pero, en resumidas cuentas, un buen programa.
Cap. 13. Periodismo (2-2-1964)

Viriato escribe:
Declaro humildemente que el guión de Fernández Punto y Coma del pasado domingo es uno de los que me satisficieron plena, rotundamente. Había mucha enjundia encerrada en apenas media hora de acción; mucho talento vitalizando un guión de ritmo preciso, de lógico desarrollo y enorme moraleja. Para colmo, la dirección fue cabal, prodigiosa, muy expresiva; y la interpretación, consecuente y llena de matices de estupenda comprensión de los “tipos”.
Insistimos en lo dicho muchas veces: si la televisión no existiera, Marsillach la hubiera inventado. Entendámonos: no “inventado” como conquista de la técnica, que eso, siendo mucho, es poco; inventado en el sentido creador, recreador si os parece, de una manera de hacer, de decir, de comportar vida, talento, acción…
El teatro -en su sentido clásico y aún en ese sentido “moderno”- no casa bien con el modo de expresarse de Marsillach; el cine tampoco le vale. Necesitaba de este otro medio de comunicación esencialmente intimista, introspectivo, cordial, que la televisión lleva implícito para este extravar [sacar] su enorme talento de autor, de creador; y darnos sus versiones de la Vida, con mayúscula, y de los hombres como individuos componentes de la sociedad.

Marsillach necesitaba la televisión y la televisión necesitaba a Marsillach como creador, no como componedor de guiones extraños a su mente.
Y Alfredo Martínez añade:
Marsillach anoche en su Fernández Punto y Coma fue a ratos periodista. Un periodista real, mal que nos duela confesarlo. Un periodista de los que ya empiezan a escasear, con vicios y maneras casi en desuso. Pero como falta el casi, el periodista y el periodismo que nos pintó, perfectamente identificado con aspectos e individuos de esta profesión nuestra. Sí, el amigo Marsillach conoce al dedillo los temas que pone en pantalla. Y le felicitamos porque así en broma, como quien no quiere la cosa, ironizando que ironizarás, plasma verdades como puños. (La prensa, 3-2-1964, p. 7)
Cap. 14 (9-2-1964)
Cap. 15 (16-2-1964)
Cap. 16 (23-2-1964)
Cap. 17. El cabaret (1-3-1964)

Viriato en la Hoja del lunes escribe:
La “juerga” de Fernández (Marsillach) en el cabaret con las dos “belles de nuit” quedará como un modelo de sátira, observación, ambiente, diálogo y psicología. Nos parece difícil superar la manera lograda por Adolfo Marsillach en punto a ritmo, interpretación -propia y ajena, claro-, gracia y dirección.

Respecto a las posibilidades expresivas de la TV estaban allí todas, absolutamente todas. Desde el intimismo discursivo a la acción extravagante, pero no insólita, ni mucho menos. Y todo ello comportando a raudales “conocimiento” para volcarlo sobre la pantalla sin rebasar en nada los límites de las correcciones estética y ética. Adolfo Marsillach unió acción sobre acción en busca de la reacción lógica del espectador, acumulando virtudes expresivas en este  Fernández Punto y Coma, ápice del talento creador de Marsillach y de los histriónicos del propio autor y de sus colaboradores: María Massip, Tony Soler, María Luisa Ponte y Manuel Andrés, y Pedro Amalio López como realizador.
Cap. 18. Segregación racial (8-3-1964)

Viriato dice:
¡Protesto! Si don Adolfo Marsillach se empeña en sacarse del cacumen cosas buenísimas como aquella del cabaret y esta de la segregación racial debe el programa cambiar de nombre. Propongo que en vez de Fernández Punto y Coma  se llame Marsillach, punto y aparte. Muy aparte.
Cap. 19. El pintor abstracto (15-3-1964)

Viriato escribe:
Marsillach resumió en su guión del pintor abstracto mucha filosofía práctica, mucha enjundia de esa gran desfachatez de no pocos “genios” de vía estrecha y manga ancha.

Así, la televisión se hace onda y leve al mismo tiempo. Y uno comprende todo su valor de arte expresivo, de vehículo de expresión… ¿Cuál si no mejor…?
En cambio Javier M. de Bedoya, en un artículo titulado “Con la venia de Fernández”, dice:
Habla en favor del actor el que las gentes se identifiquen con el carácter del personaje por él interpretado. Sin embargo, pretendo salir al paso en lo que a Marsillach se refiere, porque no debe de cargar, generosamente, con la antipatía que suscita el genial el irritante señor Fernández.
La mayoría de los telespectadores creen que Marsillach es en la vida como es Fernández, el de punto y coma, en la pequeña pantalla.
Yo no conozco a Adolfo Marsillach, pero tengo que aceptar que siendo el señor Fernández una criatura suya, inventada por él, no se le puede escapar de las manos y, por consiguiente, es y será un instrumento útil para decir y hacer aquello que a su creador le parezca que va bien con el perfil psicológico de su personaje.
¿Cuál es el perfil del señor Fernández? No creo que haya ningún misterio en su personalidad. Se trata de un intelectual caricaturizado, que lleva al paroxismo su independencia de juicio, bien apuntada por su soberbia y por su impertinencia.
La soberbia del sabiondo conduce a Fernández hacia un prurito de navegar contracorriente y su impertinencia le otorga la audacia necesaria para enfrentarse con los más respetados baluartes de los intereses y valores consagrados.
En una palabra, la pedantería y la veta genialoide del señor Fernández permiten a Marsillach organizar su lucha contra eso que se llaman los tópicos; es decir, la batalla contra las frases hechas, los lugares comunes, las verdades a medias, los dogmas sin base y las hipocresías (individuales, profesionales o de clase) revestidas con falsos atributos de prudencia o capacidad. Esta es la auténtica intención, el objetivo clarísimo de ese demoledor y, a la par, constructivo programa semanal que se titula Fernández Punto y Coma.
Es un programa difícil, no cabe duda. La lucha contra las apariencias, los refranes de tapadera y los mitos aceptados siempre resulta empresa ardua: pero hacerlo de forma visible, entrando no solo por los oídos, sino mediante la imagen, me parece empeño increíble para llevarlo a cabo con tanta frecuencia.
Por eso, no es de extrañar que alguna vez -pocas- Fernández caiga en el tópico en lugar de combatirlo. Así sucedió hace dos semanas con el tema de los pintores en general y de la pintura abstracta en particular. Fue lamentable ver al depurado señor Fernández sumergirse en la vulgaridad y hacerse cargo de todas las frases gruesas que las masas manejan cuando enjuicia el arte pictórico.
Durante algunos minutos esperé que Fernández, acompañándose de una terrible carcajada, fuese hacer mofa de sus propias palabras, poniéndolas para escarnio en la picota, a fin de que nadie más la repitiera. Mas no acaeció así y siguió impertérrito y ufano hundiéndose en la ciénaga de todos los tópicos que circulan sobre la materia.
Allí vimos al intelectual Fernández negando al pintor derecho a interpretar con sus pinceles la personalidad del retratado, no cabiéndole otra misión -al parecer- que competir con cualquier cámara fotográfica, quizás superándola en el suave y disimulador retoque de la faz retratada.
Allí oímos a Fernández despotricar de los pintores que ven las cosas y los seres a su manera y defender la simple reproducción de lo que todos vemos a diario, sin la gracia que sublima, sin la imaginación que recrea, sin la apelación a otras formas de entendimiento superiores a aquellas que nos pueden ofrecer el cristalino de nuestros ojos.
Por último, allí quedamos aterrados viendo al superferolítico señor Fernández participar de la ingenua sospecha de que los pintores del abstracto no saben dibujar y carecen de oficio y de las técnicas clásicas para manejar los colores, los volúmenes y los efectos figurativos al servicio de esa emoción que todo artista tiene que suscitar en quien le contemple sea cual fuere el procedimiento que emplee para expresarse y para buscar su objetivo.

Afortunadamente, el antipático, el selecto señor Fernández, se ha rehecho en las semanas posteriores y guarda su tipo y su figura hasta el final, combatiendo con gesto hiriente, con repulsiva pedantería, todos los lugares comunes que nos afligen. No es agradable, pero es lógico. Lo que no se puede aceptar es que Fernández se empeñe en hacer brindis a la galería. ¿Cansado, tal vez, de no ser entendido? Es igual; Fernández tiene que ser Fernández y con puntos y comas y sin excepciones. 
Cap. 20 (22-3-1964)
Cap. 21 29-3-1964)
Cap. 22 (5-4-1964)
Cap. 23 (12-4-1964)
Cap. 24 (19-4-1964)
Viriato dice que el capítulo del 19 de abril de 1964 “fue televisión químicamente pura”
Cap. 25 (26-4-1964)

Viriato escribe:
Consideramos conveniente la determinación [de cerrar la serie] por qué se venía notando en Marsillach un agotamiento de temas y abandono en la dirección, con relación a pasadas intervenciones suyas, siempre con aire petulante, pero inteligentemente desarrolladas. Efectivamente la televisión quema pronto a los intérpretes y autores por lo que nunca viene mal un pequeño descanso. 
Y días después añade:
Fernández se ha retirado a sus posesiones de verano. Lo hizo de una manera original y tónica, teniendo en cuenta el tono habitual de Fernández Punto y Coma. Esperamos que vuelva Marsillach; debe volver. En realidad, el título de su discutido programa es ya promesa, porque nada concluye jamás en punto y coma.